# Brasileiras Celebres
Brasileiras Celebres (Célebres, pela ortografia atual) é o título do livro de Joaquim Norberto de Sousa Silva (ali assinado apenas J. Norberto de S. S.), publicado no Brasil no ano de 1862, retratando as figuras femininas que mais haviam se destacado no país até aquela data.
Foi editado no Rio de Janeiro, pela Garnier Irmãos.

## Contexto histórico
Segundo o professor da Universidade de Brasília, Antônio José Barbosa, Brasileiras Célebres "é obra típica de seu tempo e não esconde seus propósitos" que estão claros na mensagem do editor, B. L. Garnier: "às escolas, aos mimos e aos prêmios que se oferece às senhoras ou se distribuem nas aulas, caso mereçam aprovação das respectivas autoridades".
Acresce a este propósito temporal o momento do século XIX, onde as biografias passaram a ser valorizadas como paradigmas, exemplos de vida, na construção da própria ideia de nacionalidade.
Barbosa ainda realça que o país a quem o livro fala é "recém-independente" e que "busca construir-se", então os exemplos contidos na obra vêm "mostrar os caminhos corretos para a construção da nacionalidade".

## O autor
Joaquim Norberto de Sousa e Silva era membro do Instituto Histórico e Geográfico Brasileiro onde, além de já ter publicado relatos biográficos na seção "Biografias de brasileiros distintos ou de indivíduos ilustres que bem servissem o Brasil" na revista do Instituto, em que foi o primeiro a retratar ali o gênero feminino, ele chegou a propor aos seus pares que aceitassem a indicação por ele feita de um membro do sexo feminino, o que foi rejeitado.

## Conteúdo
Usou o autor uma linguagem rebuscada que trazia elementos poéticos e, ainda, no estilo literário que dominava o momento, o Romantismo. A própria história do Brasil é o "fio condutor" de sua narrativa, razão pela qual dedicou as cinquenta e três primeiras páginas com a narrativa sintetizada da evolução do país, desde a chegada dos portugueses até aos acontecimentos do segundo reinado, tendo a cultura europeia como a referência.
Já na folha de rosto o autor traz uma citação do Marquês de Maricá: "Pode-se avaliar a civilização de um povo pela atenção, decência, consideração com que as mulheres são educadas, tratadas e protegidas".
O editor Garnier, informa que muitas das biografias do compêndio haviam antes sido publicados em a "Revista Popular"; principia desde a mulher índia que restringe aos dois primeiros séculos após o descobrimento europeu, passando desta "à pensadora, da religiosa à guerreira, da poetisa à patriota", no dizer de Barbosa.
São ali retratadas, entre outras, Catarina Paraguaçu, Clara Camarão, Joana de Gusmão, Joana Angélica, Maria Quitéria, etc.